# Jensen Interceptor
Jensen Interceptor – samochód klasy GT, który zastąpił w roku 1966 budzący kształtem kontrowersje model CV8, miał takie samo podwozie jak jego poprzednik - stalowe, rurowe podwozie, cztery hamulce tarczowe, podwójne wahacze z przodu i resory piórowe plus drążek Panharda. Mimo że sam samochód podlegał modernizacjom w latach 1969-70 to jednak firmie Jensen nie udało się utrzymać na rynku. Model ten znalazł się w grze Gran Turismo 4.
Jest to pierwszy samochód osobowy w historii motoryzacji z napędem na 4 koła. Przed Audi (lata '80) i Subaru (lata '70), to właśnie Jensen Interceptor FF zastosował stały napęd na obie osie. Cechował się wyjątkowymi właściwościami jezdnymi wyprzedzając w tej kwestii o wiele lat innych producentów. Paradoksalnie innowacyjność połączona z wysokimi kosztami produkcji przełożyły się na marne wyniki sprzedaży i w konsekwencji upadek firmy. Linia nadwozia wraz z charakterystyczną dużą tylną szybą była najbardziej "nie na czasie". 
Obecnie Model Interceptor stał się obiektem pożądania wśród kolekcjonerów.

## Dane techniczne ('66 V8 6.3 Automatic)

### Silnik
- Chrysler V8 6,3 l (6286 cm³), 2 zawory na cylinder, OHV
- Układ zasilania: gaźnik
- Średnica cylindra × skok tłoka: 107,95 mm × 85,85 mm
- Stopień sprężania: 10,0:1
- Moc maksymalna: 330 KM (242 kW) przy 4600 obr./min
- Maksymalny moment obrotowy: 576 N•m przy 2800 obr./min
- Maksymalna prędkość obrotowa silnika: 5100 obr./min

### Osiągi
- Przyspieszenie 0-80 km/h: 5,9 s
- Przyspieszenie 0-100 km/h: 7,3 s
- Przyspieszenie 0-160 km/h: 18,8 s
- Czas przejazdu pierwszych 400 m: 15,7 s
- Czas przejazdu pierwszego kilometra: 28,4 s
- Prędkość maksymalna: 214 km/h

## Dane techniczne ('75 V8 7.2 Automatic)

### Silnik
- Chrysler V8 7,2 l (7206 cm³), 2 zawory na cylinder, OHV
- Układ zasilania: gaźnik
- Średnica cylindra × skok tłoka: 109,70 mm × 95,30 mm
- Stopień sprężania: 8,2:1
- Moc maksymalna: 218 KM (160 kW) przy 5200 obr./min
- Maksymalny moment obrotowy: 448 N•m przy 3200 obr./min

### Osiągi
- Przyspieszenie 0-80 km/h: 7,0 s
- Przyspieszenie 0-100 km/h: 9,6 s
- Czas przejazdu pierwszych 400 m: 17,1 s
- Prędkość maksymalna: 209 km/h

## Galeria

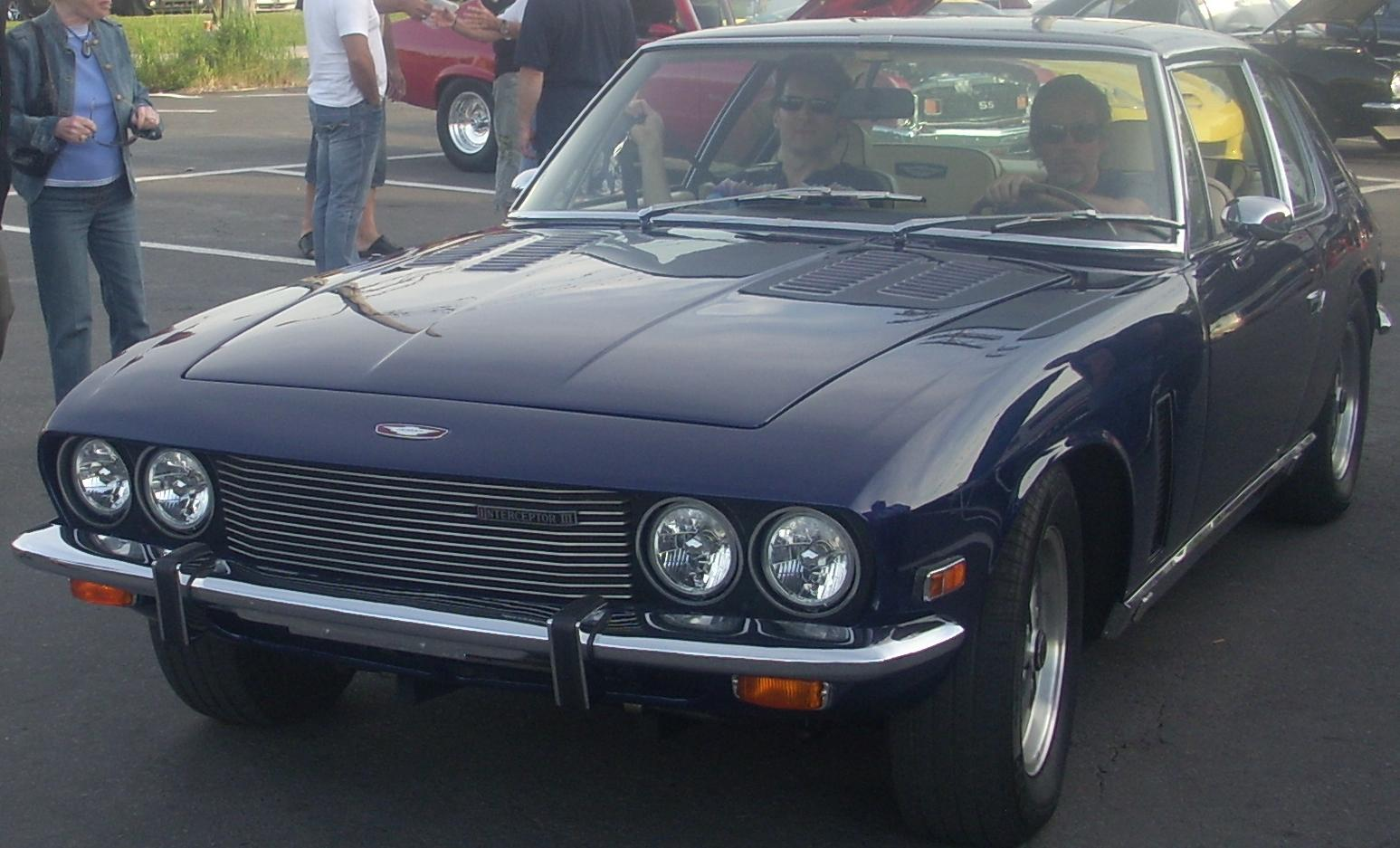
Interceptor
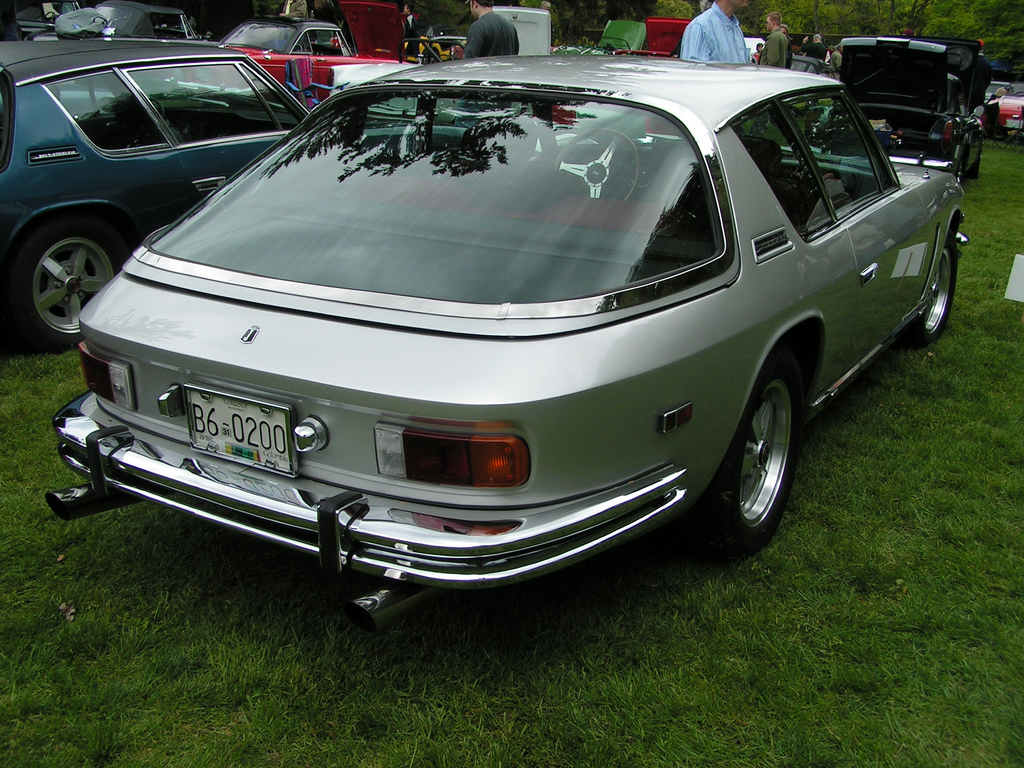
Tył nadwozia
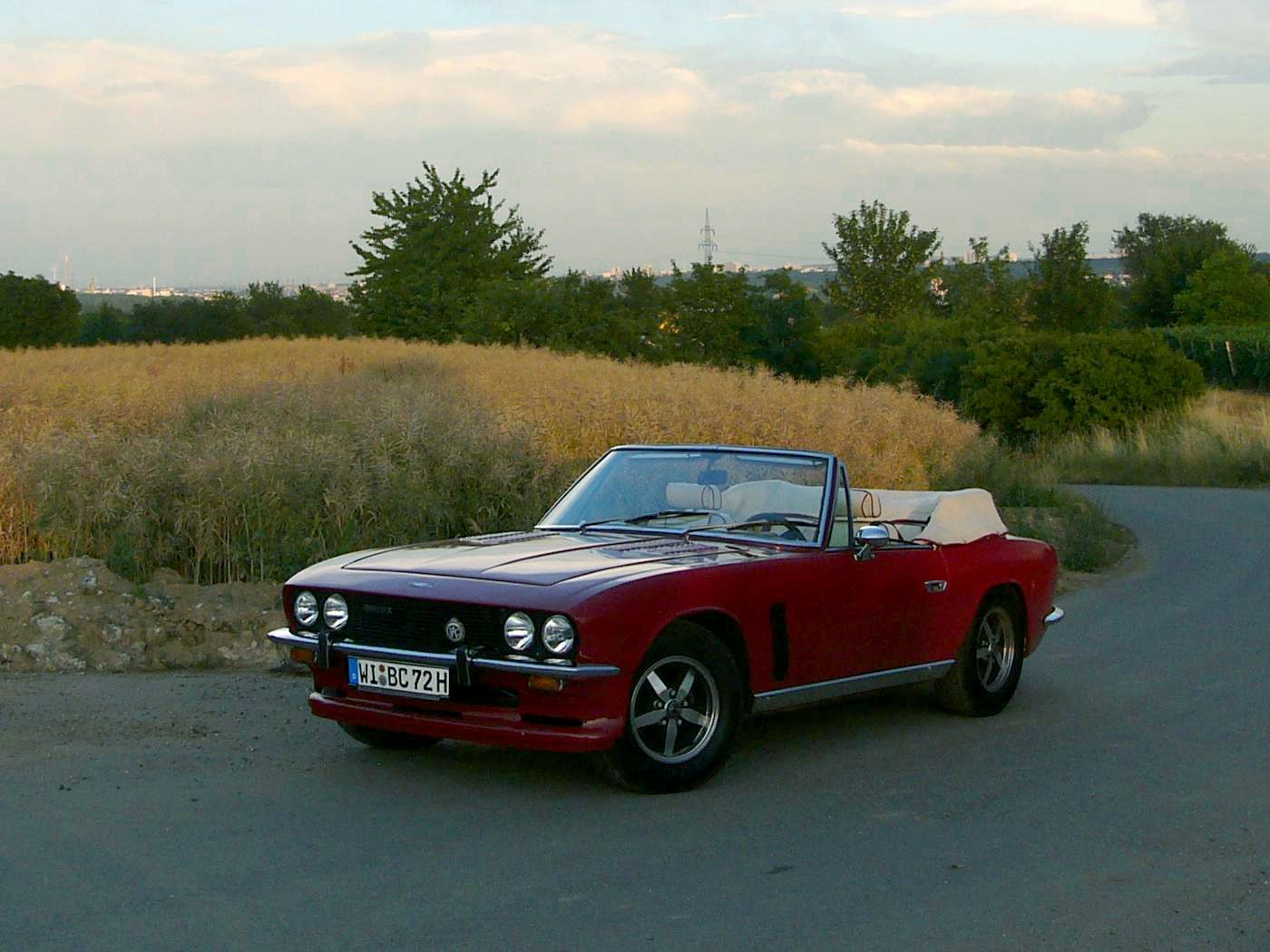
'74 Interceptor kabriolet
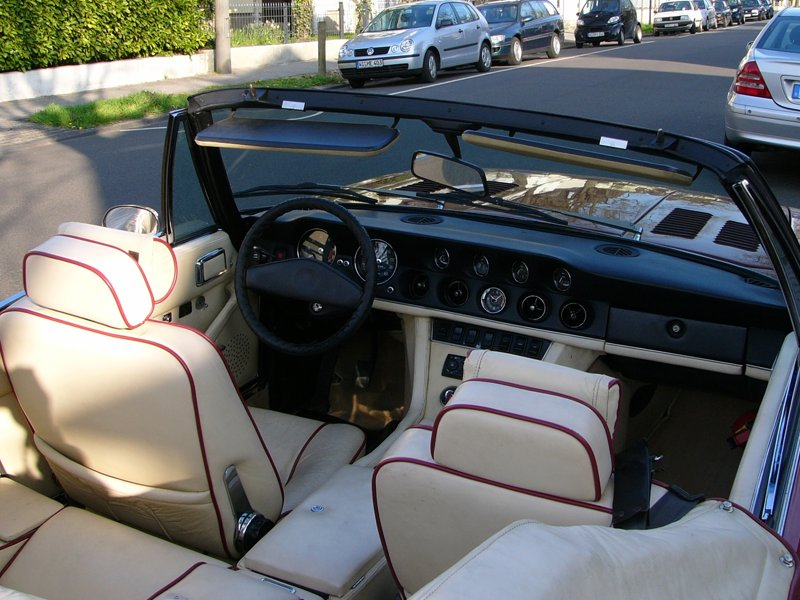
Wnętrze pojazdu